# 전공대학
전공대학(專攻大學) 혹은 전문대학학력인정교육기관(專門大學學歷認定敎育機關)은 대한민국의 고등교육기관의 일종이다. 본래 초중등고등교육법에 의거해 설치된 전공과를 운영하는 고등기술학교이나, 2007년 12월 개정된 평생교육법에 의거해 교육부의 인가를 받아 전문대학 학력을 인정하는 형태의 대학들을 지칭한다.
교육부에서 인정하는 전공대학과 전문대학의 차이로는 전공대학은 전문학사의 학위가 인정되나, 전문대학과 종합대학은 고등교육기관 법률에 의한 학교이고, 전공대학은 평생교육기관 법률에 의한 학교이므로 국책사업 참여가 제한되며, 서류상 전문대학과 다르게 분류되며,  국가장학금 2유형 수혜 대상에서 제외되는 등. 종합대학 전문대학과 다르게 감사 및 운영된다.

## 역사
2007년 12월 평생교육법이 개정됨에 따라, 제31조에 따라 교육부 장관이 인가하여, 2008년 2월 21일 국제음악예술학교 외 3개의 학교가 전공대학으로 전환이 인가되었다.
2018년 현재 국제예술대학교, 백석예술대학교, 정화예술대학교. 3곳이 전공대학 형태로 운영되고 있다.

## 같이 보기
- 고등기술학교
- 전문대학
- 학력인정 평생교육시설